# سید علی‌اکبر پرورش
سیّد علی‌اکبر پرورش (با نام پیشین: سید علی‌اکبر رفیعایی؛ تیر ۱۳۲۱ – ۶ دی ۱۳۹۲) فعال سیاسی-مذهبی ایرانی، عضو شورای مرکزی حزب مؤتلفه اسلامی، نماینده دوره های اول، سوم و چهارم مجلس شورای اسلامی از حوزه انتخابیه اصفهان و ورزنه و وزیر آموزش و پرورش در دولت‌های باهنر، مهدوی کنی و میرحسین موسوی بود.
وی از اعضای قدیمی و اولیه انجمن حجتیه بود اما به دلیل سوگیری این جریان با خمینی و حرکت‌های انقلابی، از آن خارج شده و در جریان انقلاب ۱۳۵۷، نقش فعال و محوری در شهر اصفهان داشت.
پرورش در سال ۱۳۶۰ از سوی سید علی خامنه‌ای، رئیس‌جمهور وقت، به عنوان نخست‌وزیر به مجلس پیشنهاد شد اما موفق به دریافت رأی اعتماد نگردید. پرورش پس از آن، به عنوان وزیر آموزش و پرورش توانست از مجلس رای اعتماد دریافت کند. 
پرورش، در دهه شصت از رهبران جناح راست حکومت محسوب می‌شد و دو بار به عنوان نامزد احتیاطی حزب جمهوری اسلامی در انتخابات ریاست جمهوری شرکت نمود و در کنار سید علی خامنه ای به رقابت پرداخت. پرورش از سال ۷۲ عضو شورای مرکزی جمعیت موتلفه اسلامی شده و تا سال ۸۰ قائم‌مقام دبیرکل حزب مؤتلفه اسلامی بود. 
عضویت در مجلس خبرگان قانون اساسی، عضو شورای عالی دفاع، قائم مقام دبیرکل حزب جمهوری اسلامی و دو دوره نایب رئیسی مجلس از دیگر سوابق وی است.

## زندگی و تحصیلات
علی اکبر پرورش به سالِ ۱۳۲۱ در محلّه چهارسوق شیرازی‌های اصفهان متولد شد.او از سوی پدر منسوب به خانواده رفیعایی بود و از نوادگان میرزا رفیعا استاد محمدباقر مجلسی محسوب می شد. نام خانوادگی او در ابتدا رفیعایی بود اما او به درخواست مادرش، آنرا به پرورش تغییر داد. 
پرورش تحصیلات ابتدائی و متوسطه را در همان شهر به پایان رساند و سپس در دانشگاه اصفهان مدرک لیسانس خود را در رشته ادبیات اخذ نمود. ایشان مدرک فوق لیسانس خود را در دانشسرای عالی تهران در رشته کارآموزی دبیری دریافت کرد و در دهه ۴۰ و ۵۰ معلم دینی در مدارس اصفهان بود. پرورش در دوران نوجوانی به واسطهٔ هم محله ایی بودن و آشنایی با آیت‌الله دکتر بهشتی جذب فعالیت‌های مذهبی و سیاسی گردید و نخستین بار در سال ۴۳ به دلیل فعالیت‌های سیاسی بر ضد رژیم دستگیر گردید

## عضویت در انجمن حجتیه و خروج از آن
پرورش در دهه ۱۳۴۰ به فعالیت در انجمن حجتیه اصفهان پرداخت. پس از انتشار خبر دیدار شیخ محمود حلبی با رئیس اداره اوقاف پهلوی، علی اکبر پرورش به او اعتراض کرد و از انجمن خارج شد.

## سوابق اجرایی
- فرمانده سپاه اصفهان[۸]
- نماینده مجلس خبرگان قانون اساسی
- عضو شورای عالی دفاع
- قایم مقام دبیرکل حزب جمهوری اسلامی
- وزیر آموزش و پرورش
- عضو شورای مرکزی حزب موتلفه اسلامی
- دو دوره کاندیدای ریاست جمهوری
- نماینده حوزه انتخابیه اصفهان و ورزنه در مجلس شورای اسلامی در دوره‌های اول، دوره سوم و چهارم و عضو هیئت رئیسه (نایب رئیس اول مجلس شورای اسلامی دوره اول / نایب رئیس دوم مجلس شورای اسلامی دوره چهارم

## سوابق سیاسی
- محوریت مبارزات قبل از انقلاب در اصفهان که بارها منجر به دستگیری وی شد
- عضو شورای مرکزی حزب جمهوری اسلامی
- دو دوره نامزد انتخابات ریاست جمهوری (نامزد احتیاطی حزب جمهوری اسلامی)
- عضو شورای مرکزی حزب موتلفه اسلامی از سال ۱۳۷۲
- قائم مقام دبیرکل حزب موتلفه اسلامی از سال ۱۳۷۲ تا ۱۳۸۰
- ابوالحسن بنی‌صدر در مصاحبه با پروژهٔ تاریخ شفاهی هاروارد نقل کرده است که پرورش در واقعهٔ آتش‌سوزی سینما رکس آبادان از عوامل دخیل بوده است.

## درگذشت
علی اکبر پرورش پس از چند سال رنج از بیماری نارسایی کلیه که باعث انجام همودیالیز می‌شد و در مرکز جراحی میلاد اصفهان مورد عمل جراحی قرار گرفت،سرانجام در روز جمعه ۶ دی ماه ۱۳۹۲ در بیمارستان شهید صدوقی اصفهان در سن ۷۲ سالگی درگذشت. پیکر او در گلستان شهدای اصفهان دفن شد.

## یادمان
بزرگراهی در منطقه ۴ شهرداری اصفهان به نام او نامگذاری شده است.